# Mount Kinabalu
Mount Kinabalu el. Mt. Kinabalu (Malay: Gunung Kinabalu) er et af Sydøstasiens højeste bjerge. Det ligger i Kinabalu National Park (med UNESCO-status som en del af vor verdensarv) i den østmalaysiske delstat Sabah i den nordlige del af øen Borneo, hvor Mount Kinabalu udgør en del af bjergkæden Crocker Range.
Bjergets højde er senest revideret i 1997, hvor man ved hjælp af satellit-teknologi fastsatte højden på toppen (der kaldes Low’s Peak) til 4.095 m, hvilket er 6 m lavere end tidligere beregnet. Mount Kinabalu er det trediehøjeste i Sydøstasien efter Hkakabo Razi i Myanmar (Burma) og Puncak Jaya i den indonesiske del af New Guinea. Dermed er bjerget også såvel Malaysias højeste bjerg samt det højeste bjerg på Borneo.
Mount Kinabalu og regionen omkring bjergmasivet og Crocker Range udviser en overdådig righoldig variation af planter, og området betegnes som et af verdens mest værdifulde biologiske centre.
Den højeste top af Mount Kinabalu – Low's Peak – kan relativt let bestiges af trekkere i rimelig god fysisk form, og der stilles ingen krav om anvendelse af bjergbestigningsudstyr. Derimod findes der andre bjergtoppe inden for Mount Kinabalu-massivet og Crocker Range, som stiller større krav om bjergbestigningsmæssige færdigheder.
Bjerget kan bestiges på 1,2 eller 3 dage
- Wikimedia Commons har flere filer relateret til Mount Kinabalu

| Bjerg | Spire Denne artikel om et bjerg eller en bjergkæde er en spire som bør udbygges. Du er velkommen til at hjælpe Wikipedia ved at udvide den. |

6°04′30″N 116°33′31″Ø / 6.075°N 116.5586°Ø